# Sauroposéidon
Sauroposeidon
 (janvier 2012).
Genre
Sauroposeidon est un genre fossile de dinosaures de la famille des titanosauridés ou brachiosauridés, ayant vécu aux États-Unis (Oklahoma, Wyoming et Texas) à la fin du Crétacé inférieur (Aptien et Albien inférieur). Il fut découvert en 1994 par l'équipe de Mathew Wedel et Richard Cifelli mais publiquement signalé en 2000.

## Étymologie
Son nom, selon ses découvreurs, signifie le « dieu des tremblements de terre saurien », inspiré par le dieu grec Poséidon et ses prérogatives associées à la terre et non pas celles liées à la mer.

## Description
Le sauroposéidon devait peser 60 tonnes et mesurer 18 mètres de haut et 34 mètres de long. Avec de telles dimensions, on pense que son cou était trop long pour pouvoir être mis à la verticale, le cœur ne pouvant pomper le sang aussi haut. Il lui aurait donc servi à manger les plantes plus basses.

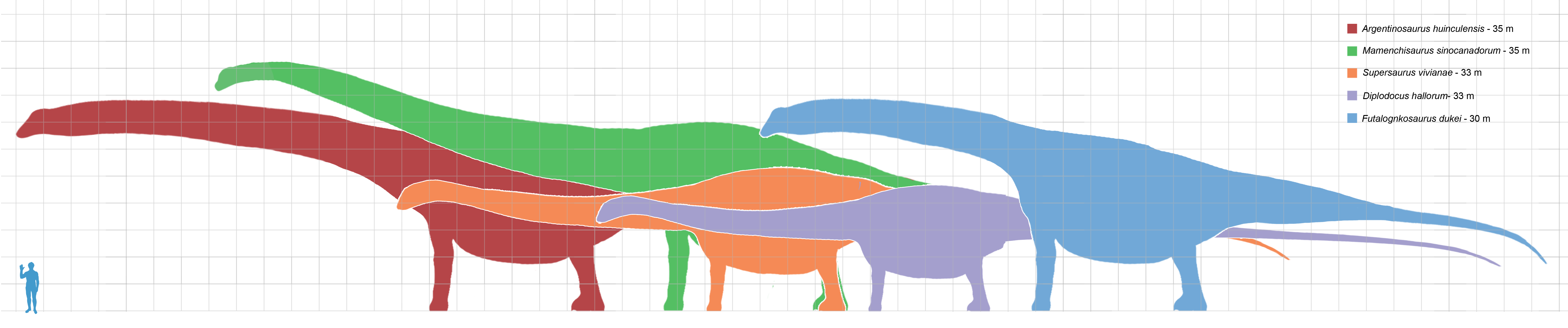
Tailles comparées des plus grands sauropodes connus (selon les schémas de squelettes établis par Scott Hartman et Kenneth Carpenter) :
Amphicoelias fragillimus
Sauroposeidon proteles
Argentinosaurus huinculensis
Diplodocus hallorum
Supersaurus vivianae

### Articles connexes

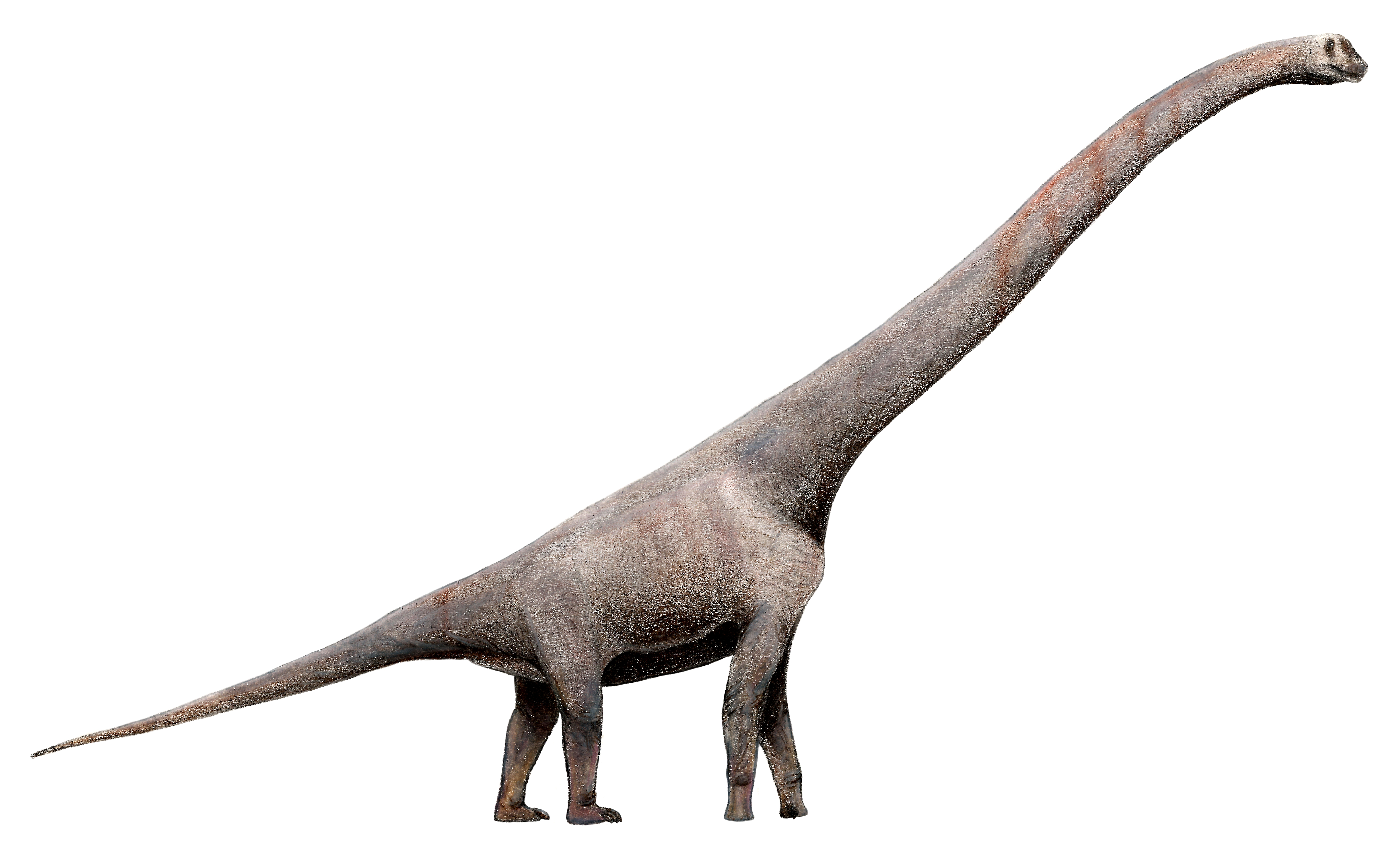
Représentation hypothétique